# Goalssjávri
Goalssjávri eller Koalsjävri är en sjö i Finland. Den ligger i kommunen Utsjoki i landskapet Lappland, i den norra delen av landet, 1 100 km norr om huvudstaden Helsingfors. Goalssjávri ligger 294 meter över havet. Arean är 35 hektar och strandlinjen är 3,7 kilometer lång. Sjön  ingår i Tana älvs huvudavrinningsområde.   Sjön Vudniluobbal ligger öster om Goalssjávri. Omgivningarna runt Goalssjávri är i huvudsak ett öppet busklandskap.